# Federico Spiess
Federico Spiess (Lugano, 24 maggio 1927 – 23 agosto 2021) è stato un linguista e filologo svizzero.

## Biografia
Originario di Zurigo, nacque però a Lugano, dal tipografo Friedrich e da Faustina Bazzari. Dopo la maturità, conseguita nel 1946 a Zurigo, vi rimase per proseguire i proprî studî nell'ambito della Filologia romanza, con alcune parentesi a Montpellier e a Pavia, fino a ottenere il dottorato nel 1954, con una tesi sulla morfosintassi dialettale lombarda.
Due anni dopo entrò nella redazione del Vocabolario dei dialetti della Svizzera italiana, di cui fece parte fino al 1961, per poi tornarvi nel 1966. Dopo la morte di Silvio Sganzini, nel 1973 ne assunse la direzione, che tenne fino al pensionamento, avvenuto nel 1992.
Tra i suoi studi spiccano quelli dedicati alla linguistica e all'etnografia e i suoi campi di studî privilegiati furono la lessicografia e la morfosintassi delle parlate della Svizzera italiana. Fu anche presidente della Società svizzera di linguistica, dal 1986 al 1990 e della prima sezione dell'Accademia svizzera di Scienze morali e sociali, dal 1990 al 1996, nonché del Curatorium della rivista svizzera di filologia romanza Vox Romanica